# Яхімовиці
Яхімовиці (пол. Jachimowice) — село в Польщі, у гміні Самбожець Сандомирського повіту Свентокшиського воєводства.
Населення — 210 осіб (2011).
У 1975-1998 роках село належало до Тарнобжезького воєводства.

## Демографія
Демографічна структура на день 31 березня 2011 року:
|          | Загалом | Допрацездатний вік | Працездатний вік | Постпрацездатний вік |
| -------- | ------- | ------------------ | ---------------- | -------------------- |
| Чоловіки | 110     | 15                 | 81               | 14                   |
| Жінки    | 100     | 16                 | 48               | 36                   |
| Разом    | 210     | 31                 | 129              | 50                   |